# Henrik II. Borselenski
Henrik II. Borselenski (Hendrik II. van Borselen; * ~ 1404 † 15. marec 1474 na gradu Zandenburg ) iz rodbine gospodov Borselenskih je bil gospod Veereški in Zandenburga, Vlissingena (1453), Westkapelle, Domburga in Brouwershavna (1472) ter od leta 1467 grof Grandpréjski . Imenovali so ga "Monsieur De La Vère". Bil je sin Volfarta V. iz Borselenskega († 1409) in Hedvige Borselenske. Po Delftski pogodbi o spravi leta 1428 je postal član Sveta 9 plemičev, sveta Holandije, Zelandije (in Zahodne Frizije ).

## Življenje
Po očetovi smrti leta 1409 je bil Borselenski le še pod skrbništvom (1409–1414 je opisan kot mladoleten). Leta 1423 je postal holandski svetnik in tri leta pozneje burgundski kapitan. Od leta 1433 je bil vojvoda Filip Dobri Burgundski uradno grof Holandski in Zelandski, vendar je dejansko moral upoštevati Henrika II., ki ni upravljal le lastne trgovske flote, ampak je tudi sam opravljal zasebne pohode in je imel tudi močan položaj na kopnem, v Walcherenu. Vojvoda je leta1436 Henrika Borselenskega imenoval za generalnega rentnega mojstra Zelandije.
Njegov sloves je segal daleč onkraj Zelandije. Leta 1444 je svojega sina Volfharta VI. Borselenskega poročil z Marijo Stuart, hčerko škotskega kralja Jakoba I. Njegova hčerka Margareta je bila poročena z Ludvikom iz Brugga, gospodom Gruuthusejskim.
Leta 1445 je bil sprejet v viteški red zlatega runa. Francoski kralj Karel VII. ga je leta 1446 imenoval za generalpodpolkovnika za opravljanje pomorske vojne. Leta 1453 je vojvoda Filip Dobri, ki je potreboval denar za zatiranje gentskega upora, Henriku za 17 let zastavil Vlissingen, Westkapelle in Domburg. To mu je omogočilo, da je s svojo družinsko posestjo v Veereju držal Middelburg odrezan od morja na treh straneh in nadzoroval obalo Walcherena ter pristanišči Middelburg in Arnemuiden.
Leta 1467 je kupil grofijo Grandpré v Šampanji in prevzel pripadajoči naslov. Pokopan je bil v Veere.

## Pomorščak
Leta 1436 je Filipu Dobremu izročil tri ladje, da bi prispevale k obleganju Calaisa. Med hanzeatsko-nizozemsko vojno (1438–1441) je leta 1441 plul po Labi in Weserju ter blizu Hamburga in Bremna zaplenil več hanzeatskih cogov.
Po prelomu z angleškim kraljem Edvardom IV. med vojnami vrtnic leta 1470 je 16-letni Richard Neville pobegnil. Earl of Warwick, imenovan Kingmaker, iz Anglije in pri tem zajel več nizozemskih ladij. Karel Drzni je nato sestavil floto 23 ladij. Zaradi svojih bogatih izkušenj je bil Henrik Borselenski imenovan za poveljnika te flote in je bil zato tudi pooblaščen za dajanje navodil flamskemu admiralu Josseju de Lalaingu . Warwick je prek Normandije pobegnil nazaj v Anglijo, kjer mu je uspelo odstaviti Edvarda in pripeljati na prestol Henrika VI. Zdaj je Karel Drzni sestavil floto, s katero je Edvard lahko premagal in odstranil Henrika VI.. Henrika  Borselenskega je Edvard za njegovo pomoč imenoval za komornika in Veere je prejel nove trgovske privilegije. Od Karla je prejel gospostvo Fallais v škofiji Liège in leta 1472 od njega kupil del Brouwershavna.

## Neodvisnost
Čeprav je bil Henrik v službi burgundskih vojvod, se ni odrekel svojemu neodvisnemu položaju, ko je prevzel mesto admirala. Čeprav je njegov položaj admirala v francoski službi Karel omenil na kapitlju reda zlatega runa, se temu položaju ni odrekel. Še za časa njegovega življenja je bil njegov sin Volfhart VI. leta 1466 imenovan za naslednika Janeza Luksemburškega kot generalni pomorski admiral Artoisa, Boulonski, Holandski, Zélandski in Frizijski. Toda šele po očetovi smrti je Volfhart postal vrhovni poveljnik flote.

## Družina
26. decembra 1429 se je Henrik Borselenski na gradu Zanderburg poročil z Ivano Halevynsko († 18. marec 1467), hčerko Oliverja Halevijnskega, gospoda Heemsrodejskega, in Margerite Clytske. Par je imel (vsaj) tri otroke:
- Wolfart VI., grof Grandpré, grof Buchanski, francoski maršal, vitez reda zlatega runa; † 29. april 1487
- Margareta; † 29. avgust 1510; ⚭ okrog 1455 Ludvika Bruškega, gospoda Gruuthusejskega, 1. Earl Winchesterski, vitez reda zlatega runa; † 26. november 1492
- Ana; ⚭ Gillis iz Arnemuidena, izpričan leta 1458